# Taverniera
Taverniera es un género de plantas con flores con 26 especies perteneciente a la familia Fabaceae. Comprende 27 especies descritas y de estas, solo 16 aceptadas. Las especies están distribuidas en África, Oriente Medio a la India.

## Descripción
Es un arbusto bajo ramificado. Hojas unifolioladas o pinnado trifoliadas, foliolos obovados u orbiculares, estípulas escarisas. Inflorescencia en forma de un racimo axilar. Brácteas diminutas, Bractéolas pequeñas. Dientes del cáliz subequales. Corola persistente, quilla subigual al estandarte, ala pequeña. Fruto aplanado indehiscente con 1-3 articulaciones, dividiéndose en partes.

## Taxonomía
El género fue descrito por Augustin Pyrame de Candolle y publicado en Prodromus Systematis Naturalis Regni Vegetabilis 2: 339. 1825.

## Especies aceptadas
A continuación se brinda un listado de las especies del género Taverniera aceptadas hasta abril de 2013, ordenadas alfabéticamente. Para cada una se indica el nombre binomial seguido del autor, abreviado según las convenciones y usos:
- Taverniera abyssinica A.Rich.
- Taverniera aegyptiaca Boiss.
- Taverniera albida Thulin
- Taverniera brevialata Thulin
- Taverniera cuneifolia (Roth) Ali
- Taverniera diffusa (Cambess.) Thulin
- Taverniera echinata Mozaff.
- Taverniera glauca Edgew.
- Taverniera lappacea (Forssk.) DC.
- Taverniera longisetosa Thulin
- Taverniera multinoda Thulin
- Taverniera nummularia DC.
- Taverniera oligantha (Franch.) Thulin
- Taverniera schimperi Jaub. & Spach
- Taverniera sericophylla Balf.f.
- Taverniera spartea (Burm.f.) DC.